# Marathon van Madrid 2009
De marathon van Madrid 2009 vond plaats op zondag 26 april 2009 in Madrid. Het was de 32e editie van deze marathon. 
De wedstrijd werd bij de mannen een overwinning voor Khalid Yaseen uit Bahrein. Hij kwam in een tijd van 2:14.31 over de finish. Bij de vrouwen won de Turkse Mehtap Sizmaz in 2:32.04. Zij verbeterde hiermee het parcoursrecord. Op de finish had ze een kleine minuut voorsprong op de Ethiopische Amane Seid Chewo, die in 2:33.00 over de finish kwam.

## Wedstrijd
Mannen
| rang   | naam                 | land | tijd    |
| ------ | -------------------- | ---- | ------- |
| Goud   | Khalid Yaseen        | BAH  | 2:14.31 |
| Zilver | Kirwa Kosgei         | KEN  | 2:16.17 |
| Brons  | Daniel Nderitu       | KEN  | 2:16.42 |
| 4      | Geof Terer           | KEN  | 2:18.32 |
| 5      | James Moiben         | KEN  | 2:20.48 |
| 6      | William Biama        | KEN  | 2:21.25 |
| 7      | Fred Kiprop Kiptum   | KEN  | 2:21.35 |
| 8      | Gebru Sereke         | ERI  | 2:22.19 |
| 9      | Samuel Kalya         | KEN  | 2:22.58 |
| 10     | David Kosgei Kimutai | KEN  | 2:23.22 |

Vrouwen
| rang   | naam                     | land | tijd    |
| ------ | ------------------------ | ---- | ------- |
| Goud   | Mehtap Sizmaz            | TUR  | 2:32.04 |
| Zilver | Amane Seid Chewo         | ETH  | 2:33.00 |
| Brons  | Galina Alexandrova       | RUS  | 2:36.02 |
| 4      | Dolores Pulido           | ESP  | 2:40.48 |
| 5      | Yelena Tikhonova         | RUS  | 2:43.59 |
| 6      | Selina Chelimo Chemonge  | KEN  | 2:46.26 |
| 7      | Margaret Atondonyang     | KEN  | 2:50.01 |
| 8      | Cristina Rozalen Pedraza | ESP  | 3:01.07 |
| 9      | Ana Rosa Moreno          | ESP  | 3:04.20 |
| 10     | Elsi Torre Ventura       | ESP  | 3:07.41 |

1978 ·
1979 ·
1980 ·
1981 ·
1982 ·
1983 ·
1984 ·
1985 ·
1986 ·
1987 ·
1988 ·
1989 ·
1990 ·
1991 ·
1992 ·
1993 ·
1994 ·
1995 ·
1996 ·
1997 ·
1998 ·
1999 ·
2000 ·
2001 ·
2002 ·
2003 ·
2004 ·
2005 ·
2006 ·
2007 ·
2008 ·
2009 ·
2010 ·
2011 ·
2012 ·
2013 ·
2014 ·
2015 ·
2016 ·
2017